# LaShawn Merritt
LaShawn Merritt (Portsmouth (Virginia), 26 juli 1986) is een Amerikaanse sprinter, die zich heeft gespecialiseerd in de 400 m. Met een persoonlijk record van 43,65 s behoort hij tot de snelste atleten ter wereld op deze afstand. Hij werd olympisch en wereldkampioen op de 400 m. De wereldtitel op de 4 x 400 m estafette veroverde hij liefst zesmaal, vijfmaal outdoor en eenmaal indoor.

## Biografie

### Begin carrière en eerste successen
Merritt komt uit Portsmouth, waar hij afstudeerde aan de Woodrow Wilson High School. Hierna studeerde hij een jaar aan de East Carolina University en tekende een contract bij Nike. Hierdoor kon hij niet langer uitkomen voor de NCAA.
Internationaal deed Merritt voor het eerst van zich spreken, toen hij in 2004 op de wereldkampioenschappen voor junioren in het Italiaanse Grosseto driemaal goud veroverde. Nadat hij eerst op de 400 m individueel kampioen was geworden in 45,25 s, de beste wereldprestatie van een junior in dat jaar, werd hij vervolgens als lid van het Amerikaanse team ook nog eens kampioen op de 4 x 100 m en 4 x 400 m estafette. Beide malen gebeurde dit in een wereldrecordtijd voor junioren.
Drie jaar later werd LaShawn Merritt op de Amerikaanse kampioenschappen tweede op de 400 m met een persoonlijk record van 44,06 achter Angelo Taylor (44,05). In datzelfde jaar verbeterde hij zijn PR opnieuw naar 43,96 en won hiermee een zilveren medaille op de wereldkampioenschappen in Osaka.

### Tweemaal olympisch goud...
Zijn eerste grote succes boekte Merritt op de Olympische Spelen van 2008 in Peking. Op de individuele 400 m won hij goud. Met een tijd van 43,75, zijn allerbeste prestatie ooit op deze afstand, versloeg hij zeer verrassend zijn landgenoot, de schier onaantastbaar geachte olympisch en wereldkampioen Jeremy Wariner met voor een olympische 400 meterfinale de grootste marge ooit: 99 honderdste. De andere Amerikaanse deelnemer, David Neville, werd in 44,80 derde. Vervolgens nam hij als startloper deel aan de 4 x 400 m estafette. Zijn teamgenoten waren Angelo Taylor, David Neville en Jeremy Wariner. Met een tijd van 2.55,39, een nieuw olympisch record, wonnen de Amerikanen de gouden medaille, de tweede voor Merritt, en versloegen hiermee de estafetteploegen van de Bahama's (zilver) en Rusland (brons).

### ...en tweemaal goud op WK

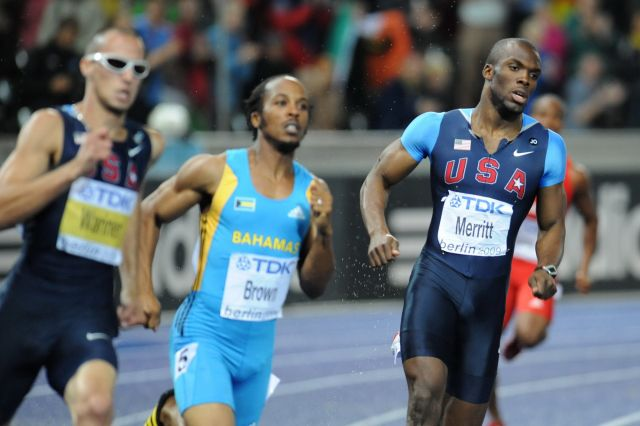
Merritt tijdens de finale op de 400 meter tijdens de WK in 2009.

Dat zijn olympische prestaties geen toevalstreffers waren geweest, bewees Merritt een jaar later op de wereldkampioenschappen in Berlijn. Weer ging het in de finale van de 400 m tussen Wariner en hem en weer klopte Merritt zijn landgenoot ruimschoots, ditmaal met een marge van 54 honderdsten: 44,06 om 44,60. Op de 4 x 400 m estafette was het Amerikaanse team vervolgens opnieuw onklopbaar. Met een ploeg, die op één plaats afweek van het team dat olympisch goud oogstte (Kerron Clement in plaats van David Neville) finishten de Amerikanen in 2.57,86 ver voor de concurrentie, van wie de Britten op bijna drie seconden nog het dichtst in de buurt bleven.

### Schorsing
Op 22 april 2010 werd bekend dat LaShawn Merritt in oktober en december 2009 en in januari 2010 bij drie achtereenvolgende tests positief was bevonden op het gebruik van verboden middelen. In een persbericht liet de 23-jarige Merritt weten niet te hebben geweten dat de aangetroffen middelen een ingrediënt waren van een penisverlengend product dat hij had gebruikt. Hij stelde voorts, dat hij de verantwoordelijkheid voor de positieve test en een voorwaardelijke straf zou accepteren. Hij kreeg een schorsing van 24 maanden. Omdat de positieve test was afgenomen op 28 oktober 2009, ging de schorsing op dat moment in. Hij ging met succes in beroep bij de American Arbitration Association, waardoor zijn schorsing werd verkort naar 21 maanden. Zo mocht hij op 27 juli 2011 weer aan wedstrijden meedoen, zodat hij niet geschorst zou zijn tijdens de wereldkampioenschappen van 2011. De Amerikaanse atletiekfederatie besloot Merritt als regerend wereldkampioen een wildcard te verstrekken voor deze kampioenschappen.

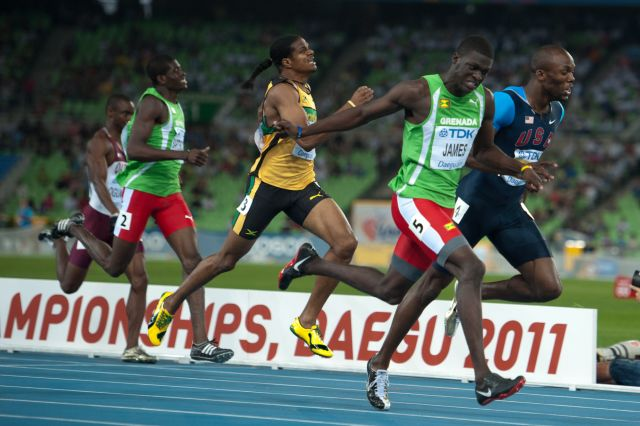
De finish van de 400 meter WK-finale, waar Merritt net wordt verslagen.

Bij deze kampioenschappen maakte hij in de series indruk door een beste wereldseizoensprestatie neer te zetten (44,35). In de finale kwam hij als eerste de laatste bocht uit, maar werd hij uiteindelijk net ingehaald door de toen achttienjarige Kirani James. Merritt werd tweede in 44,63 s. In teamverband prolongeerde hij wel zijn wereldtitel. Samen met Greg Nixon, Bershawn Jackson en Angelo Taylor won hij in 2.59,31

### Spelen van Londen
Doordat Merritt een dopingschorsing op zijn naam had staan, werd hij oorspronkelijk uitgesloten van de Olympische Spelen van Londen, omdat het Internationaal Olympisch Comité als regel had ingesteld dat dopingzondaars die een schorsing van meer dan zes maanden hebben gekregen werden uitgesloten van toekomstige Spelen. Hij ging echter met succes tegen deze regel in beroep bij het Hof van Arbitrage voor Sport, waardoor in oktober 2011 bekend werd dat hij niet meer werd uitgesloten voor de Spelen.
Merritt was een grote kanshebber voor de titel op de 400 meter, omdat hij al zijn races van dat seizoen tot dan had gewonnen. Bovendien stond hij met een tijd van 44,12 s, gelopen bij de Amerikaanse kwalificatiewedstrijden voor de Spelen van Londen, bovenaan de wereldranglijst van dat jaar. Een maand voor de Olympische Spelen leek een blessure echter roet in het eten te gooien. Hij moest zijn laatste voorbereidingsweken rehabiliterend doorbrengen. Hij kon wel starten in de series van de 400 meter, maar moest na 150 meter door een pijnlijke linkerhamstring geblesseerd opgeven. Ook kon hij niet meer deel zijn van de 4 x 400 meter estafetteploeg.

### Merritt tegen James

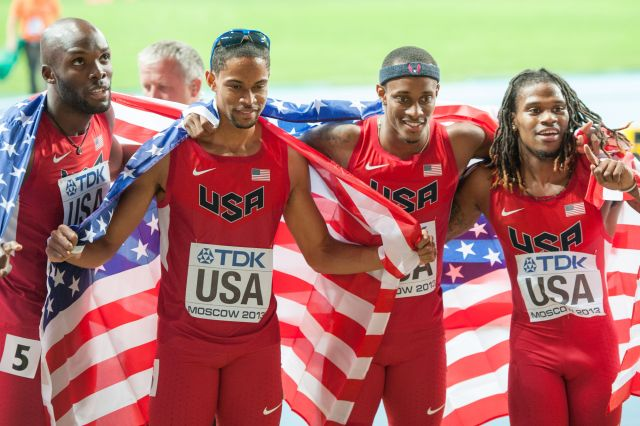
Merritt (links) viert de overwinning op de 4 x 400 meter tijdens de WK in Moskou.

Gedurende het baanseizoen van 2013 bleken Merritt en James verreweg de sterkste 400 meterlopers van dat jaar te zijn. Samen hadden ze voor de wereldkampioenschappen van Moskou de tien snelste tijden op de 400 meter van dat seizoen gelopen. Ook mondden onderlinge races dat jaar ook uit in kleine verschillen tussen de twee. Vandaar werd er verwacht dat het een tweestrijd zou worden tussen LaShawn Merritt en Kirani James. Uiteindelijk bleek dit niet zo: James stelde teleur, terwijl Merritt zichzelf overtrof met een verbetering van zijn persoonlijk record met één honderdste van een seconde. Hierdoor won Merritt afgetekend in 43,74 s voor landgenoot Tony McQuay en Luguelín Santos. Ook veroverde Merritt met het Amerikaanse team zijn vierde outdoor wereldtitel op de 4 x 400 meter estafette.
Aan het eind van het seizoen won Merritt ook de Weltklasse Zürich, die als finale voor het Diamond League-circuit diende. Hierdoor had hij genoeg punten verzameld om bovenaan het klassement te eindigen, net boven Kirani James. Hiermee verdiende hij een vierkaraats diamant ter waarde van 80.000 dollar.

### Ook goud op WK estafettes

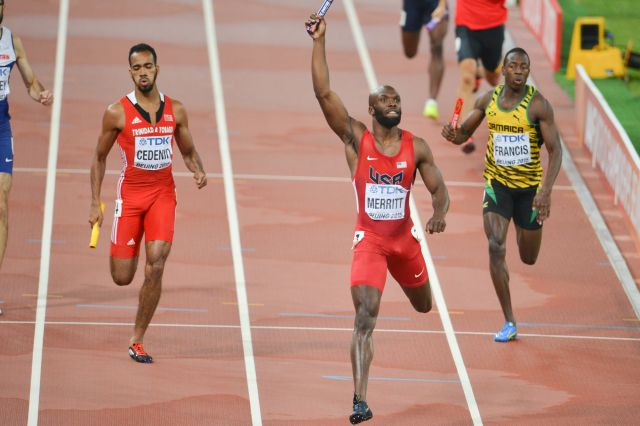
Merritt wint de 4 x 400 meter estafette tijdens de WK 2015 in Peking.

LaShawn Merrit liep in 2014 stabiel snel. Zo liep hij in de maanden april, mei en juni al zeven races onder de 44,50 seconden. Deze constante reeks werd beloond met een eerste plaats in het eindklassement van de Diamond League. Echter, in zijn snelste race, tijdens de Athletissima in Lausanne, moest hij concurrent James voor zich laten.
In 2014 vond in Nassau op de Bahama's de eerste editie plaats van de IAAF World Relays, een jaarlijks terugkerend officieus estafettewereldkampioenschap, waarin een vijftal estafetteonderdelen op het programma staan. Hier maakte LaShawn Merrit deel uit van de Amerikaanse estafetteploeg op de 4 x 400 m. Samen met David Verburg, Tony McQuay en Christian Taylor snelde hij op dit onderdeel naar de overwinning in 2.57,25.
Het jaar 2015 leek iets minder voortvarend te verlopen. Merritt verloor meerdere wedstrijden van belangrijke concurrenten als Kirani James en Tony McQuay en gaf in mei aan een kleine trainingsachterstand te hebben. Naar aanloop van de wereldkampioenschappen van Peking stond de verdedigend wereldkampioen "slechts" zevende op de wereldranglijst van dat jaar. In de halve finales liet hij echter zien dat hij zijn beste vorm van dat seizoen nog niet had laten zien, door een seizoensbeste prestatie van 44,34 neer te zetten. In de finale verbeterde hij die tijd flink. Merritt liep naar een tijd van 43,65, wat naast een persoonlijk record de zesde prestatie aller tijden was. Deze tijd was niet genoeg voor prolongatie van de wereldtitel, aangezien Wayde van Niekerk een continentaal record liep van 43,48.
 Op de 4 x 400 m estafette liep Merritt wel naar de overwinning. Als slotloper bleef hij met het Amerikaanse team de ploegen van Trinidad en Tobago en Groot-Brittannië voor, in een tijd van 2.57,82.

### Goud en brons op de Olympische Spelen 2016
Op de Olympische Spelen van 2016 in Rio de Janeiro veroverde hij met zijn teamgenoten Arman Hall, Tony McQuay en Gil Roberts en gouden medaille op de 4 x 400 m estafette. Met een finishtijd van 2.57,30 eindigden ze voor estafetteteams uit Jamaica (zilver; 2.58,16) en de Bahama's (brons, 2.58,49). Op de individuele 400 meter behaalde Merritt de bronzen medaille achter Wayde van Niekerk en Kirani James.

## Titels
- Olympisch kampioen 400 m - 2008

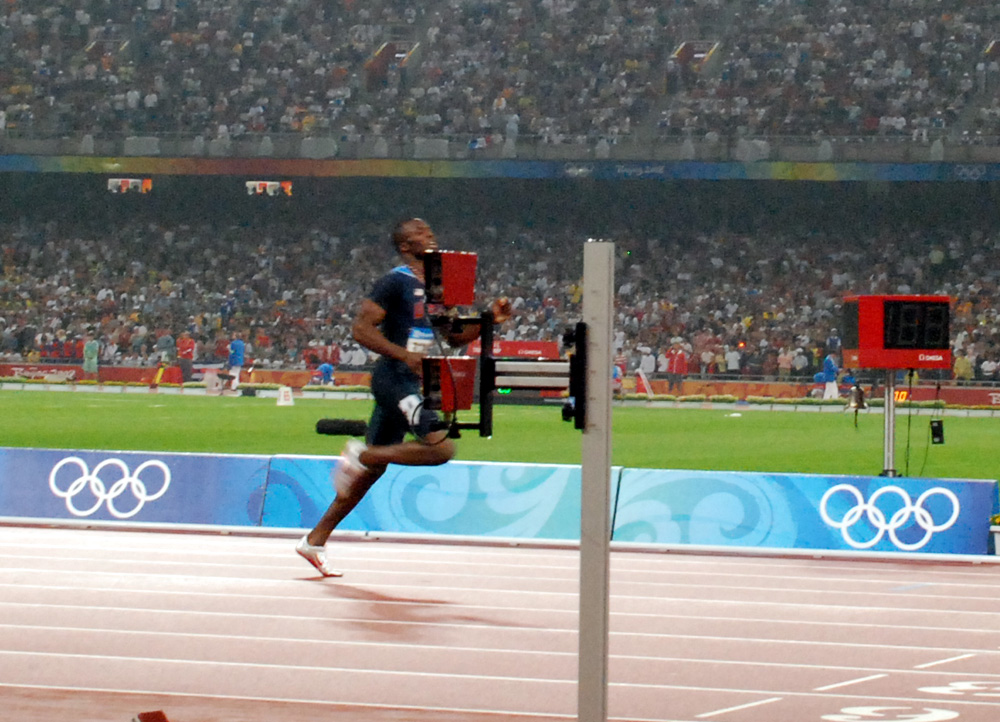
Merritt op weg naar de olympische titel in Peking.

- Olympisch kampioen 4 x 400 m - 2008, 2016
- Wereldkampioen 400 m - 2009, 2013
- Wereldkampioen 4 x 400 m - 2007, 2009, 2011, 2013, 2015
- World Relays kampioen 4 x 400 m - 2014, 2015
- Wereldindoorkampioen 4 x 400 m - 2006
- Amerikaans kampioen 400 m - 2008, 2009, 2012, 2013, 2016
- Wereldkampioen junioren 400 m - 2004
- Wereldkampioen junioren 4 x 100 m - 2004
- Wereldkampioen junioren 4 x 400 m - 2004

## Persoonlijke records
Outdoor
| Onderdeel | Prestatie | Datum            | Plaats    |
| --------- | --------- | ---------------- | --------- |
| 100 m     | 10,56 s   | 31 maart 2007    | Lynchburg |
| 200 m     | 19,98 s   | 20 mei 2007      | Carson    |
| 300 m     | 31,30 s   | 7 juni 2009      | Eugene    |
| 400 m     | 43,65 s   | 26 augustus 2015 | Peking    |

Indoor
| Onderdeel | Prestatie | Datum            | Plaats       |
| --------- | --------- | ---------------- | ------------ |
| 60 m      | 6,68 s    | 18 februari 2006 | Lynchburg    |
| 200 m     | 20,40 s   | 12 februari 2005 | Fayetteville |
| 300 m     | 31,94 s   | 10 februari 2006 | Fayetteville |
| 400 m     | 44,93 s   | 11 februari 2005 | Fayetteville |
| 500 m     | 1.03,38   | 3 februari 2006  | New York     |

## Prestatieontwikkeling
| Jaar | 200 m | 400 m |
| ---- | ----- | ----- |
| 2003 | 21,33 | 47,90 |
| 2004 | 20,72 | 45,25 |
| 2005 | 20,38 | 44,66 |
| 2006 | 20,10 | 44,14 |
| 2007 | 19,98 | 43,96 |
| 2008 | 20,08 | 43,75 |
| 2009 | 20,07 | 44,06 |
| 2010 |       |       |
| 2011 | 20,13 | 44,35 |
| 2012 | 20,16 | 44,12 |
| 2013 | 20,26 | 43,74 |
| 2014 | 20,42 | 43,92 |
| 2015 |       | 43,65 |

## Prestaties

### 200 m
- 2016: 6e OS - 20,19 s

### 400 m
Kampioenschappen
- 2004:  WK U20 - 45,25 s
- 2006: DQ in serie WK indoor
- 2006:  Wereldbeker - 44,54 s
- 2006:  Wereldatletiekfinale - 44,14 s
- 2007:  WK - 43,96 s
- 2007:  Wereldatletiekfinale - 44,58 s
- 2008:  OS - 43,75 s
- 2008:  Wereldatletiekfinale - 44,50 s
- 2009:  WK - 44,06 s
- 2009:  Wereldatletiekfinale - 44,93 s
- 2011:  WK - 44,63 s
- 2012: DNF series OS
- 2013:  WK - 43,74 s
- 2015:  WK - 43,65 s
- 2016:  OS - 43,85 s

Golden League-overwinningen
- 2007: Meeting Gaz de France – 44,62 s
- 2007: Golden Gala – 44,44 s
- 2008: ISTAF – 44,03 s
- 2009: Weltklasse Zürich – 44,21 s

Diamond League-overwinningen
- 2012: Qatar Athletic Super Grand Prix – 44,19 s
- 2012: Prefontaine Classic – 44,91 s
- 2013: Prefontaine Classic – 44,32 s
- 2013: Golden Gala – 44,96 s
- 2013: DN Galan – 44,69 s
- 2013: Weltklasse Zürich – 44,13 s
- 2013:  Eindzege Diamond League
- 2014: Qatar Athletic Super Grand Prix – 44,44 s
- 2014: Golden Gala – 44,48 s
- 2014: Adidas Grand Prix – 44,19 s
- 2014: Herculis - 44,30 s
- 2014: Weltklasse Zürich - 44,36 s
- 2014:  Eindzege Diamond League
- 2015: Weltklasse Zürich - 44,18 s
- 2016: Qatar Athletic Super Grand Prix - 44,41 s
- 2016: Meeting International Mohammed VI d'Athlétisme de Rabat - 44,66 s

### 4 x 100 m
- 2004:  WK U20 - 38,66 s (WJR)

### 4 x 400 m
- 2004:  WK U20 - 3.01,09 (WJR)
- 2006:  WK indoor - 3.03,24
- 2006:  Wereldbeker - 3.00,11
- 2007:  WK - 2.55,56
- 2008:  OS - 2.55,39 (OR)
- 2009:  WK - 2.57,86
- 2011:  WK - 2.59,31
- 2013:  WK - 2.58,71
- 2014:  World Relays - 2.57,25
- 2015:  World Relays - 2.58,43
- 2015:  WK - 2.57,82
- 2016:  OS - 2.57,30

1896: Thomas Burke ·
1900: Maxey Long ·
1904: Harry Hillman ·
1908: Wyndham Halswelle ·
1912: Charles Reidpath ·
1920: Bevil Rudd ·
1924: Eric Liddell ·
1928: Ray Barbuti ·
1932: Bill Carr ·
1936: Archie Williams ·
1948: Arthur Wint ·
1952: George Rhoden ·
1956: Charlie Jenkins ·
1960: Otis Davis ·
1964: Mike Larrabee ·
1968: Lee Evans ·
1972: Vince Matthews ·
1976: Alberto Juantorena ·
1980: Viktor Markin ·
1984: Alonzo Babers ·
1988: Steve Lewis ·
1992: Quincy Watts ·
1996: Michael Johnson ·
2000: Michael Johnson ·
2004: Jeremy Wariner ·
2008: LaShawn Merritt ·
2012: Kirani James · 
2016: Wayde van Niekerk · 
2020: Steven Gardiner · 
2024: Quincy Hall
1912: Sheppard, Lindberg, Meredith, Reidpath ·
1920: Griffiths, Lindsay, Ainsworth-Davis, Butler ·
1924: Cochran, Helffrich, MacDonald, Stevenson ·
1928: Baird, Alderman, Spencer, Barbuti ·
1932: Fuqua, Ablowich, Warner, Carr ·
1936: Wolff, Rampling, Roberts, Brown ·
1948: Harnden, Bourland, Cochran, Whitfield ·
1952: Wint, Laing, McKenley, Rhoden ·
1956: Jenkins, Jones, Mashburn, Courtney ·
1960: Yerman, Young, G. Davis, O. Davis ·
1964: Cassell, Larrabee, Williams, Carr ·
1968: Matthews, Freeman, James, Evans ·
1972: Asati, Nyamau, Ouko, Sang ·
1976: Frazier, Brown, Newhouse, Parks ·
1980: Valiulis, Linge, Tsjernetski, Markin ·
1984: Nix, Armstead, Babers, McKay ·
1988: Everett, Lewis, Robinzine, Reynolds ·
1992: Valmon, Watts, Johnson, Lewis ·
1996: Harrison, Smith, Mills, Maybank ·
2000: Bada, Chukwu, Monye, Udo-Obong  ·
2004: Harris, Brew, Wariner, Williamson ·
2008: Merritt, Taylor, Neville, Wariner ·
2012: Brown, Pinder, Mathieu, Miller ·
2016: Hall, McQuay, Roberts, Merritt ·
2020: Cherry, Norman, Deadmon, Benjamin ·
2024: Bailey, Norwood, Deadmon, Benjamin
1983 Bert Cameron ·
1987 Thomas Schönlebe ·
1991 Antonio Pettigrew ·
1993 Michael Johnson ·
1995 Michael Johnson ·
1997 Michael Johnson ·
1999 Michael Johnson ·
2001 Avard Moncur ·
2003 Jerome Young ·
2005 Jeremy Wariner ·
2007 Jeremy Wariner ·
2009 LaShawn Merritt ·
2011 Kirani James ·
2013 LaShawn Merritt ·
2015 Wayde van Niekerk ·
2017 Wayde van Niekerk ·
2019 Steven Gardiner ·
2022 Michael Norman ·
2023 Antonio Watson
1983: Lovasjov, Troshchilo, Tsjernetski, Markin ·
1987: Everett, Haley, McKay, Reynolds ·
1991: Black, Redmond, Regis, Akabusi ·
1993: Valmon, Watts, Reynolds, Johnson ·
1995: Ramsey, Mills, Reynolds, Johnson ·
1997: Thomas, Black, Baulch, Richardson, Hylton ·
1999: Czubak, Maćkowiak, Bocian, Haczek ·
2001: Moncur, Brown, McIntosh, Munnings ·
2003: Djhone, Keïta, Diagana, Raquil ·
2005: Rock, Brew, Williamson, Wariner ·
2007: Merritt, Taylor, Williamson, Wariner ·
2009: Taylor, Wariner, Clement, Merritt ·
2011: Nixon, Jackson, Taylor, Merritt ·
2013: Verburg, McQuay, Hall, Merritt ·
2015: Verburg, McQuay, Nellum, Merritt ·
2017: Solomon, Richards, Cedenio, Gordon ·
2019: Kerley, Cherry, London, Benjamin ·
2022: Godwin, Norman, Deadmon, Allison ·
2023: Hall, Norwood, Robinson, Benjamin